# Mitholz
Mitholz è una frazione del comune svizzero di Kandergrund, nel Canton Berna.